# Austropsocus delli
Austropsocus delli är en insektsart som beskrevs av Courtenay N. Smithers 1969. Austropsocus delli ingår i släktet Austropsocus och familjen Pseudocaeciliidae. Inga underarter finns listade i Catalogue of Life.